# Rue Godolin
La rue Godolin (en occitan : carrièra Pèire Godolin) est une voie de Toulouse, chef-lieu de la région Occitanie, dans le Midi de la France.

## Situation et accès

### Description
La rue Godolin est une voie publique. Elle se trouve dans le quartier des Chalets, dans le secteur 1 - Centre. Elle naît perpendiculairement à l'avenue Honoré-Serres. Longue de 158 mètres, orientée à l'est et parfaitement rectiligne, elle reçoit successivement à gauche la rue Alexandre-Cabanel, puis la rue Antonin-Perbosc. Elle se termine au carrefour de la rue de la Balance.
La chaussée compte une seule voie de circulation automobile à sens unique. Elle est définie comme une zone 30 et la vitesse y est limitée à 30 km/h. Il n'existe pas de piste, ni de bande cyclable, quoiqu'elle soit à double-sens cyclable.

### Voies rencontrées
La rue Godolin rencontre les voies suivantes, dans l'ordre des numéros croissants (« g » indique que la rue se situe à gauche, « d » à droite) :
1. Avenue Honoré-Serres
2. Rue Alexandre-Cabanel (g)
3. Rue Antonin-Perbosc (g)
4. Rue de la Balance

### Transports
La rue Godolin n'est pas directement desservie par les transports en commun Tisséo. Elle est proche cependant du boulevard d'Arcole où se trouvent les arrêts des lignes de Linéo L1 et de bus 14294570. Les stations de métro les plus proches sont les stations Jeanne-d'Arc et Compans-Caffarelli, toutes deux sur la ligne de métro . Au nord, le long du boulevard Matabiau se trouvent les arrêts des lignes de bus 1527, à proximité de la station de métro Canal-du-Midi.
Les stations de vélos en libre-service VélôToulouse les plus proches sont les stations no 91 (48 boulevard d'Arcole) et no 92 (31 rue des Chalets).

## Odonymie
C'est en 1836 que la rue a été nommée en hommage à Pèire Godolin (1580-1649), dont le nom a été souvent francisé en Pierre Goudouli ou encore Goudelin. Il fut un poète occitan représentant des belles lettres et du goût baroque de la première moitié du XVIIe siècle toulousain. Son œuvre la plus célèbre reste le Ramelet Moundi, composé entre 1617 et 1648.
Il est remarquable que son nom ait été donné à trois voies différentes : ainsi, il existe depuis 1983 un square Goudouli, qui occupe le cœur de la place Wilson et conserve une sculpture du poète réalisée par Alexandre Falguière, et même depuis 1930 une rue Goudouli, dans le quartier du Busca.

## Patrimoine et lieux d'intérêt

### Château des Verrières
Classé MH (1991).

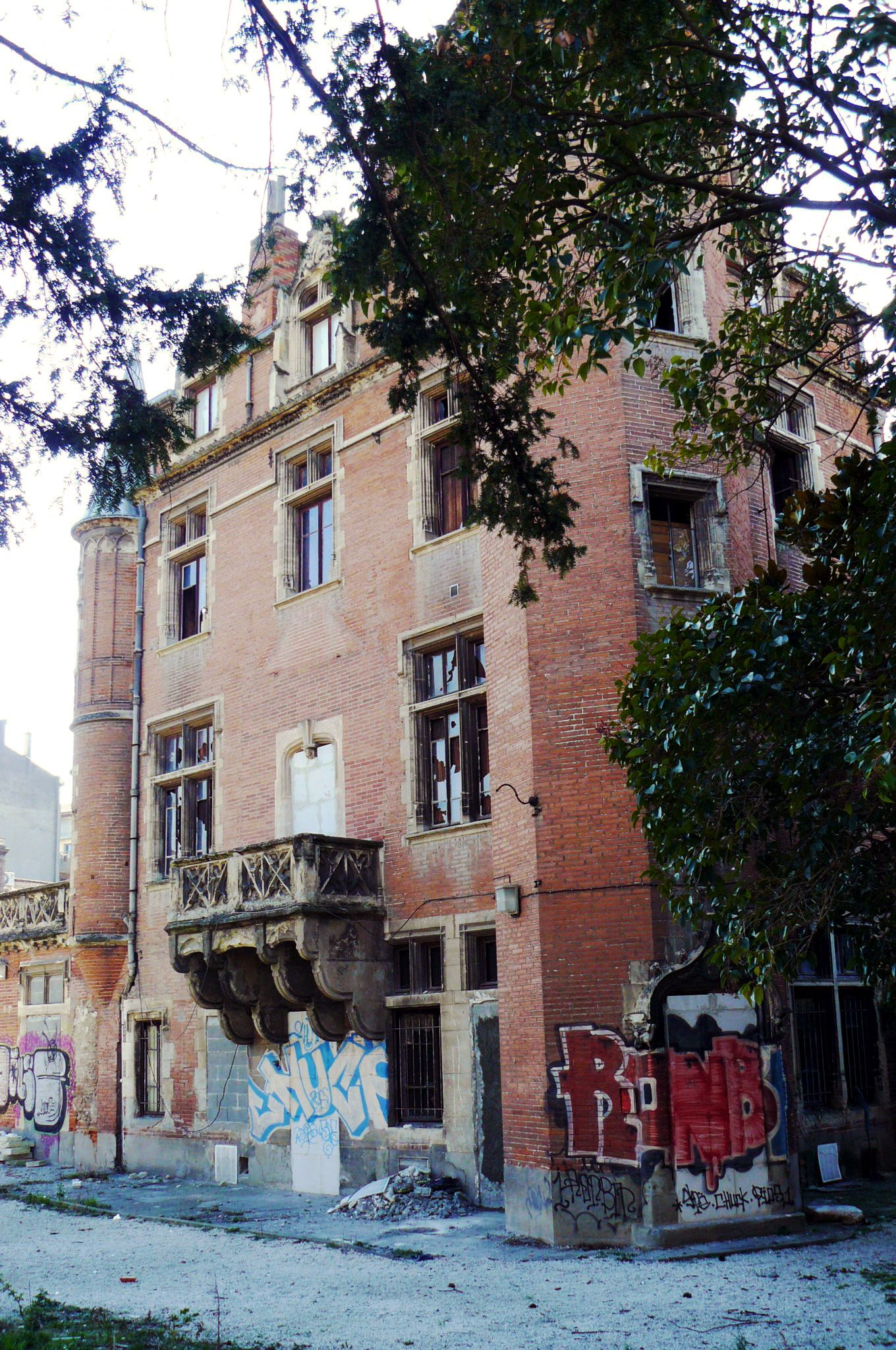
Le château des Verrières en 2009.

Le château des Verrières – aussi nommé Castel-Gesta – est construit pour le maître-verrier Louis-Victor Gesta. Il comprend la maison de la famille Gesta, mais aussi une verrerie et un bâtiment d'accueil. La manufacture est édifiée en 1862. C'est pas moins d'une centaine d'ouvriers qui travaillent dans l'atelier. La maison est construite plus tard, en 1874. L'ensemble, de style néo-gothique, est représentatif du goût romantique au XIXe siècle. Louis-Victor Gesta réutilise d'ailleurs plusieurs éléments de décor des XVe et XVIe siècles : la retombée des voûtes de la tourelle nord-est, les gargouilles des façades sud et nord et le fronton de la porte nord. Il fait également intervenir Bernard Bénézet pour les peintures intérieures.
À la mort de Louis-Victor Gesta, la propriété est vendue, puis passe entre les mains de plusieurs propriétaires avant d'être achetée en 1937 par les sœurs de la charité de Saint-Vincent-de-Paul. Elles apportent plusieurs modifications : plusieurs vitraux sont démontés, les peintures de Bernard Bénézet badigeonnées. En 1940, par crainte des bombardements, les vitraux sont retirés, puis perdus pour certains. En 1956, les bâtiments sont acquis par le ministère de l'Éducation nationale qui y installe le lycée professionnel Hélène-Boucher, puis en 1976 par la mairie de Toulouse qui y ouvre la classe d'orgues du Conservatoire supérieur national de musique. Après l'ouverture du nouveau conservatoire, rue Alexis-Larrey, en 1993, il est revendu à une mutuelle étudiante, la SMESO, qui le revend en 2000. Les bâtiments, inoccupés, se dégradent alors rapidement, et se trouvent dans un état alarmant. Le château des Verrières est longuement restauré, entre 2013 et 2018, pour être transformé en bureaux et logements,.

### Immeuble et maison
- no  1 : immeuble. 
L'immeuble, de style Art déco, est construit en 1934 sur les plans de l'architecte toulousain Desgrez. La façade est animée par l'oriel qui s'élève à l'angle de l'avenue Honoré-de-Serres (actuel no 30). Le rez-de-chaussée, en béton enduit, est percé par des ouvertures de boutique rectangulaires. Aux étages, la brique claire est utilisée en parement. Les fenêtres ont des garde-corps en ferronnerie. Les jeux de calepinage de la brique, sous la corniche qui couronne les élévations, brisent la sévérité de la façade[7].

- no  6 : maison (1923, Cournac)[8].

### Jardin du Verrier
Le jardin du Verrier est un jardin public. Il est aménagé en 2011 mais, mal entretenu, il est complètement réaménagé et inauguré une nouvelle fois le 15 septembre 2018. Il occupe une partie des jardins du château des Verrières. Il occupe une superficie d'environ 600 m², dont une partie est dévolue à un jardin partagé. Il compte également une aire de jeux pour enfants,.